# Волрад Еберле
}}
Волрад Еберле (Фрајбург, 4. мај 1908 — Келн, 13. мај 1949) бивши свестрани немачки атлетски репрезентативац. Такмичио се у десетобоју. Био је члан СК Берлинер, из Берлина. Школовао се за спортског тренера.

## Биографија
Син бившег рвача Хајнриха Еберлеа, Волрад Еберле умро је у 1949. од повреда задобијених као затвореник у СССР-у током Другог светског рата. Његова супруга Урсел Гепферт била је такође атлетичарка, спринтерка из Берлина. Еберле је на Олимпијским играма 1932. у Лос Анђелесу у десетобоју освојио бронзану медаљу и проглашен је за немачког спортисту године. 
У националним првенствима победио је 1933. док је 1930, 1933 и 1934. био другопласирани.
На Светским студентским играма 1933. у Торину освојио је сребрну медаљу у петобоју.
Године 1934. на 1. Европском првенству у Торину заузео је 6. место.

## Значајнији резултати
| Датум | Такмичење               | Место       | Дисциплина | Пласман | Резултат          | Белешка  |
| ----- | ----------------------- | ----------- | ---------- | ------- | ----------------- | -------- |
| 1932. | Олимпијске игре         | Лос Анђелес | десетобој  |         | 8,030,805 (6.661) |          |
| 1933. | Светске студентске игре | Торино      | петобој    | 2.      | 3.979,510         |          |
| 1934. | Европско првенство      | Торино      | десетобој  | 6.      | 7.153,645 (5.931) | стр. 360 |

## Лични рекорд
Волрад Еберле је свој лични рекорд у десетобоју постигао на Летњим олимпијским играма 1932. у Лос Анђелесу 5 и 6. августа.
- 100 м — 11,04 809,6 (723)
- Скок удаљ — 6,77 	796,65 	(760)
- Бацање кугле — 13,22 788 (681)
- Скок увис — 1,65 608 	(504)
- 400 м — 50,8 	902,24 	(772 )
- 110 препоне — 16,7 838,5 (631)
- Бацање диска — 41,34 852,94 (692)
- Скок мотком — 3,50 757 (482)
- Бацање копља — 57,49 903,475 (700)
- 1.500 м - 4:34,4 (774,4) (716)
- Десетобој — 8.030,805 (6.661) Лични рекорд

Напомена:Иза сваког резултата дати су освојени бодови у тој дисциплини по тадашљим таблицама, а у загради су ти бодови прерачунати у данашње таблице.